# Durbo
Il Durbo è stato un sommergibile della Regia Marina.

## Storia
Nel 1939-40 fu dislocato nella base di Lero.
Dopo l'ingresso dell'Italia nel secondo conflitto mondiale fu inviato in agguato nel golfo di Hammamet, al comando del tenente di vascello Armando Acanfora (dal 10 dicembre 1938), e nella mattinata del 16 giugno 1940, a meridione di Pantelleria, lanciò due siluri contro una nave scorta britannica: fu avvertito uno scoppio, ma, causa le avverse condizioni meteomarine, non risultò possibile verificare la nave fosse stata effettivamente colpita.
Il sommergibile operò ancora in altre missioni nell'area di Pantelleria.
Il 9 ottobre 1940 lasciò Messina per portarsi nel suo settore d'agguato, circa 70 miglia ad est di Gibilterra. Tre giorni dopo giunse nella sua zona d'operazioni.
Alle dieci del mattino del 18 ottobre il Durbo fu avvistato da un ricognitore inglese; il segnale lanciato dall'aereo provocò l'arrivo di un cacciatorpediniere, e, nelle ore pomeridiane, di un altro (le due unità erano le britanniche Firedrake e Wrestler). Il sommergibile manovrò più volte per tentare di allontanarsi, ma i due cacciatorpediniere continuarono a bombardarlo con cariche di profondità, caccia che si protrasse per undici ore, con la partecipazione anche di due aerei del 202° Squadron della Royal Air Force: già durante il mattino il sommergibile fu danneggiato, poi fu colpito ancora nel pomeriggio e di sera; alle 21.30, con le scorte d'aria ormai prossime all'esaurimento, il Durbo fu forzato ad emergere. Dato che, essendo il cannone inutilizzabile, non c'era modo di ingaggiare combattimento in superficie, furono avviate le manovre di autoaffondamento e l'unità fu abbandonata; ma nel frattempo una squadra inglese abbordò il sommergibile agonizzante e, pur non riuscendo ad impedire che affondasse, si impossessò di documenti segreti che non erano stati distrutti.  La prima conseguenza di questo fatto fu la distruzione, di lì a due giorni, di uno dei gemelli del Durbo, il Lafolè. Il Durbo s'inabissò alle 19.50 nel punto 35°57' N e 04°00' O.
Tutti i 46 uomini che componevano l'equipaggio del Durbo furono tratti in salvo – e catturati – dal Firedrake.
Il sommergibile aveva svolto in tutto 6 missioni di guerra, percorrendo complessivamente 2598 miglia in superficie e 976 in immersione.